# Прутець Чемигівський
Пруте́ць Чеми́гівський (Прутець Чемегівський) — річка в Українських Карпатах, у межах Надвірнянського району Івано-Франківської області. Права притока Пруту (басейн Дунаю). 

## Опис
Довжина 21 км, площа водозбірного басейну 120 км². Похил річки 35 м/км. Річка типово гірська, зі швидкою течією, кам'янистим дном і численними перекатами; є невеликі водоспади. Долина вузька, глибока, заліснена. Річище слабозвивисте. 

## Розташування
Річка бере початок при південно-західних схилах гори Лисина Космацька. Тече спершу на північ, далі — переважно на північний захід. Впадає до Пруту в селі Микуличин. 
Над Прутцем Чемигівським розташована східна частина села Микуличин. У верхів'ї річки розташований Пожератульський заказник, у середній течії — ботанічна пам'ятка природи загальнодержавного значення Урочище «Тарниці», а також гідрологічна пам'ятка природи місцевого значення «Студений».

## Притоки
Праві: Збанулець, Куратулець,  Левущик, Ракетний (струмок), Форещинка (струмок), гірські струмки
- Цапулець — потік в Яремчанській міській громаді. Бере  початок у змішаному лісі (бук та ялина) на південному заході від села Текуча. Тече переважно на південний захід і впадає у Прутець Чемигівський на південно-східній околиці села Микуличин.[1]

Ліві: Шекелювка, гірські струмки

## Світлини

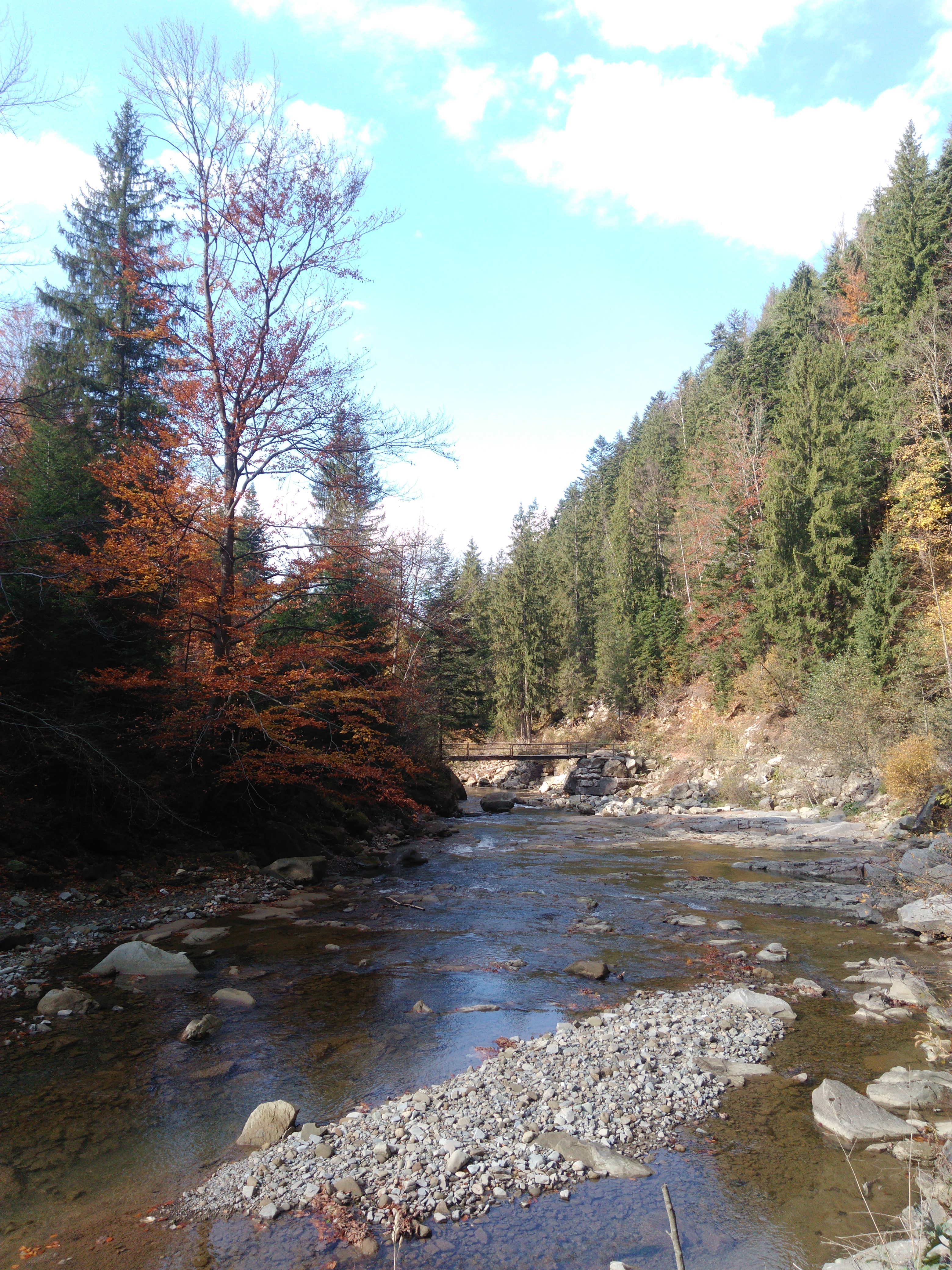
Прутець Чемигівський
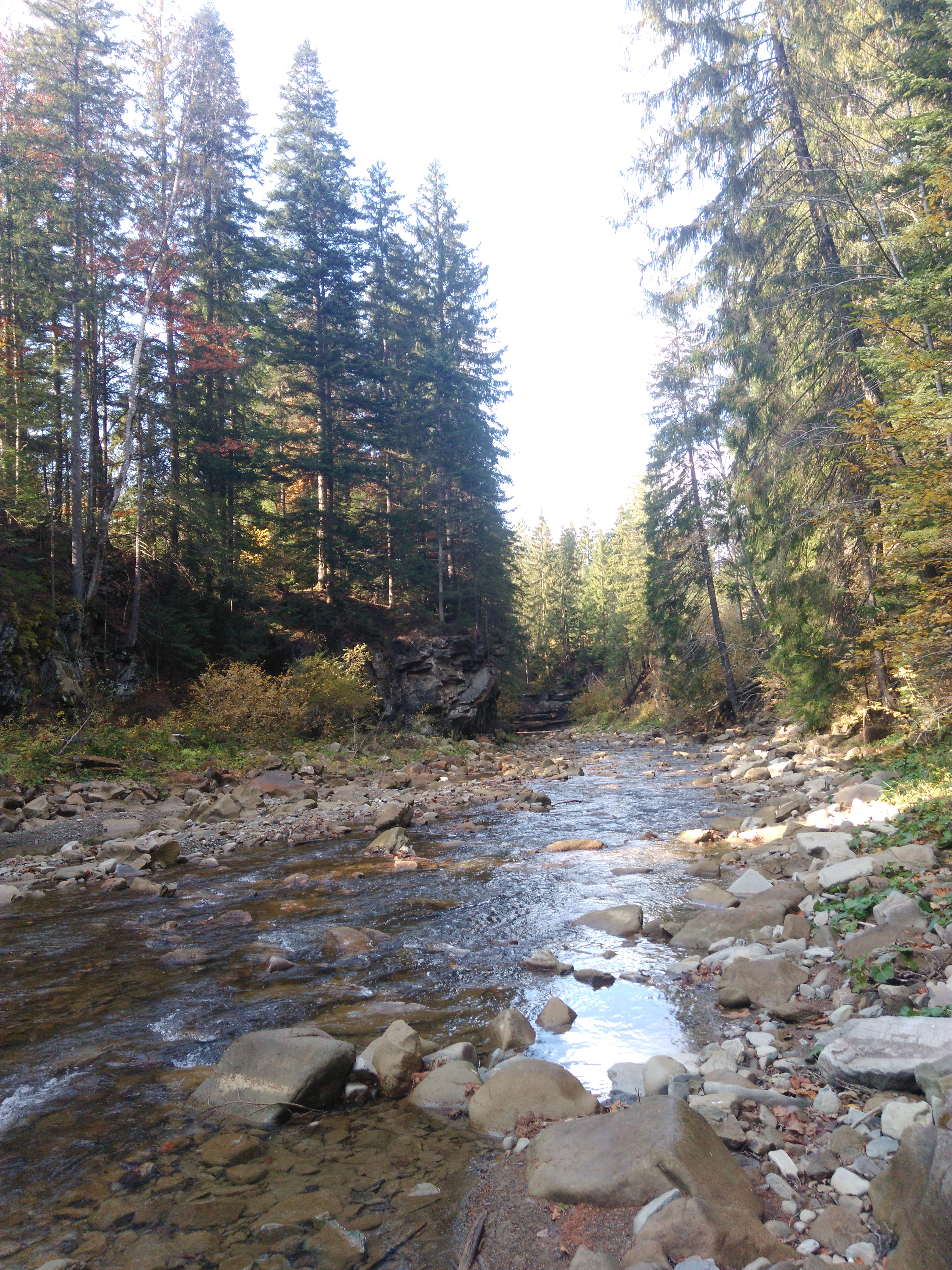
Прутець Чемигівський. Каньйон
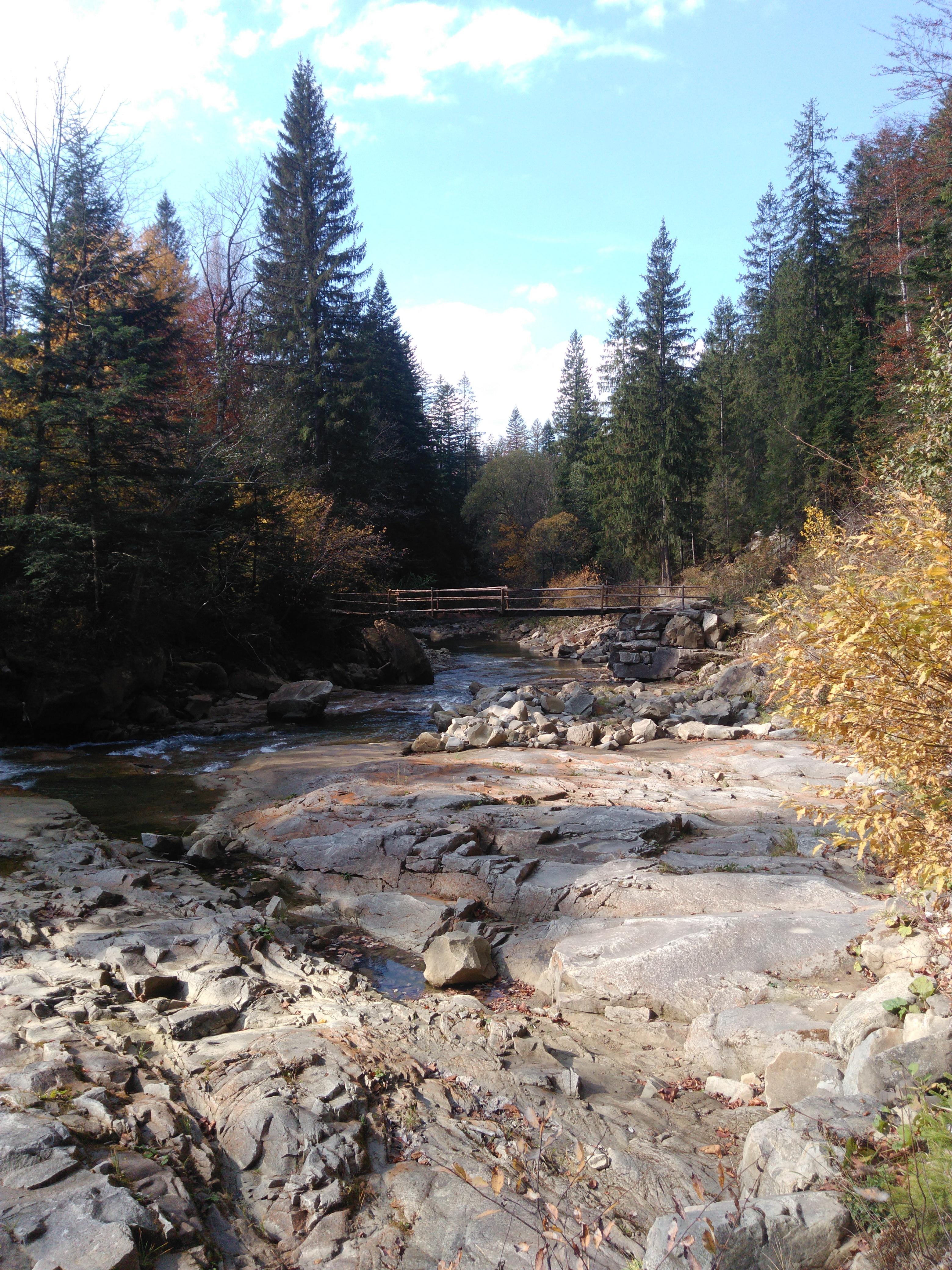
Прутець Чемигівський у Микуличині
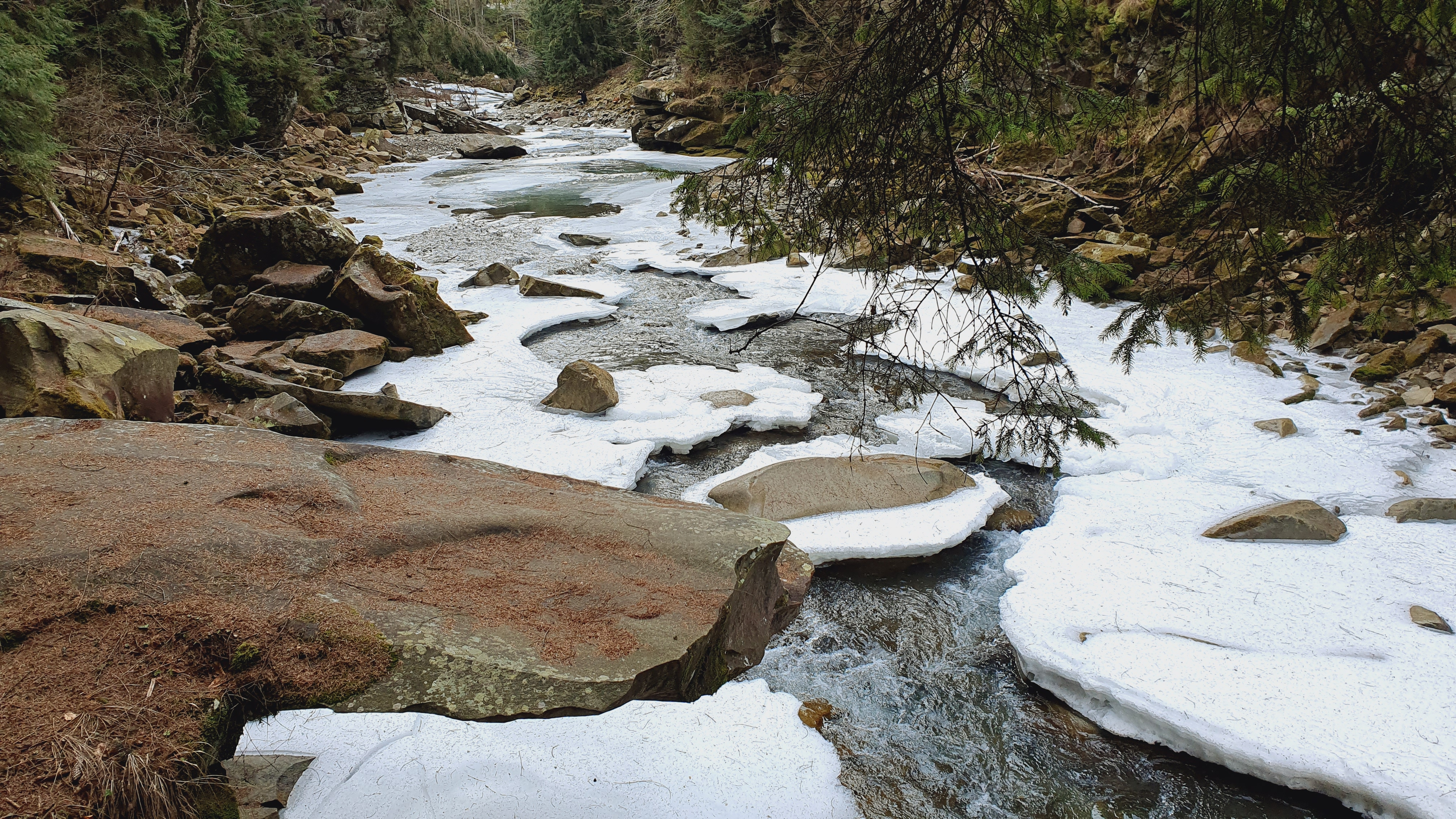
Прутець Чемигівський взимку
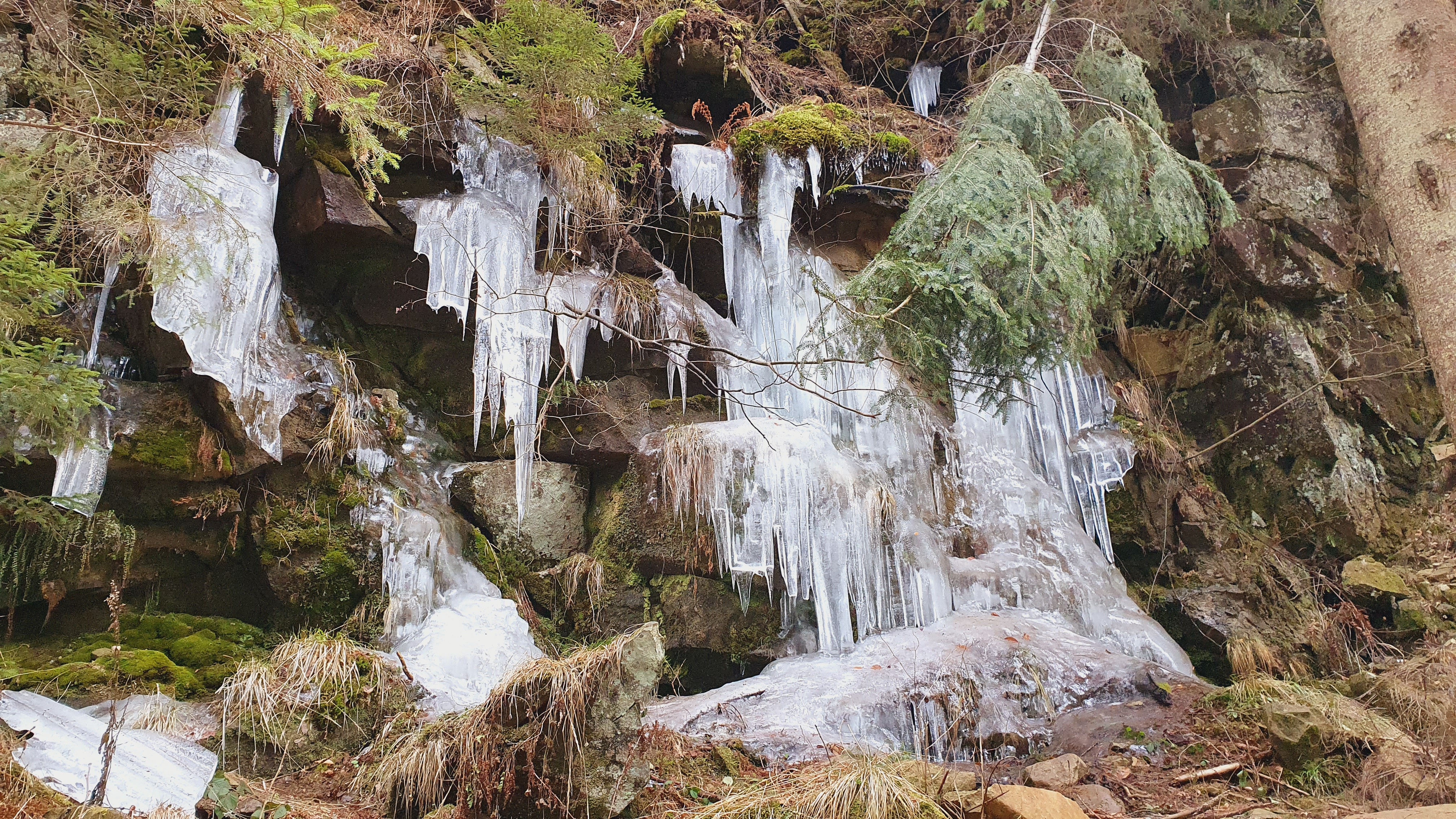
Зимовий каньйон р. Прутець Чемегівський
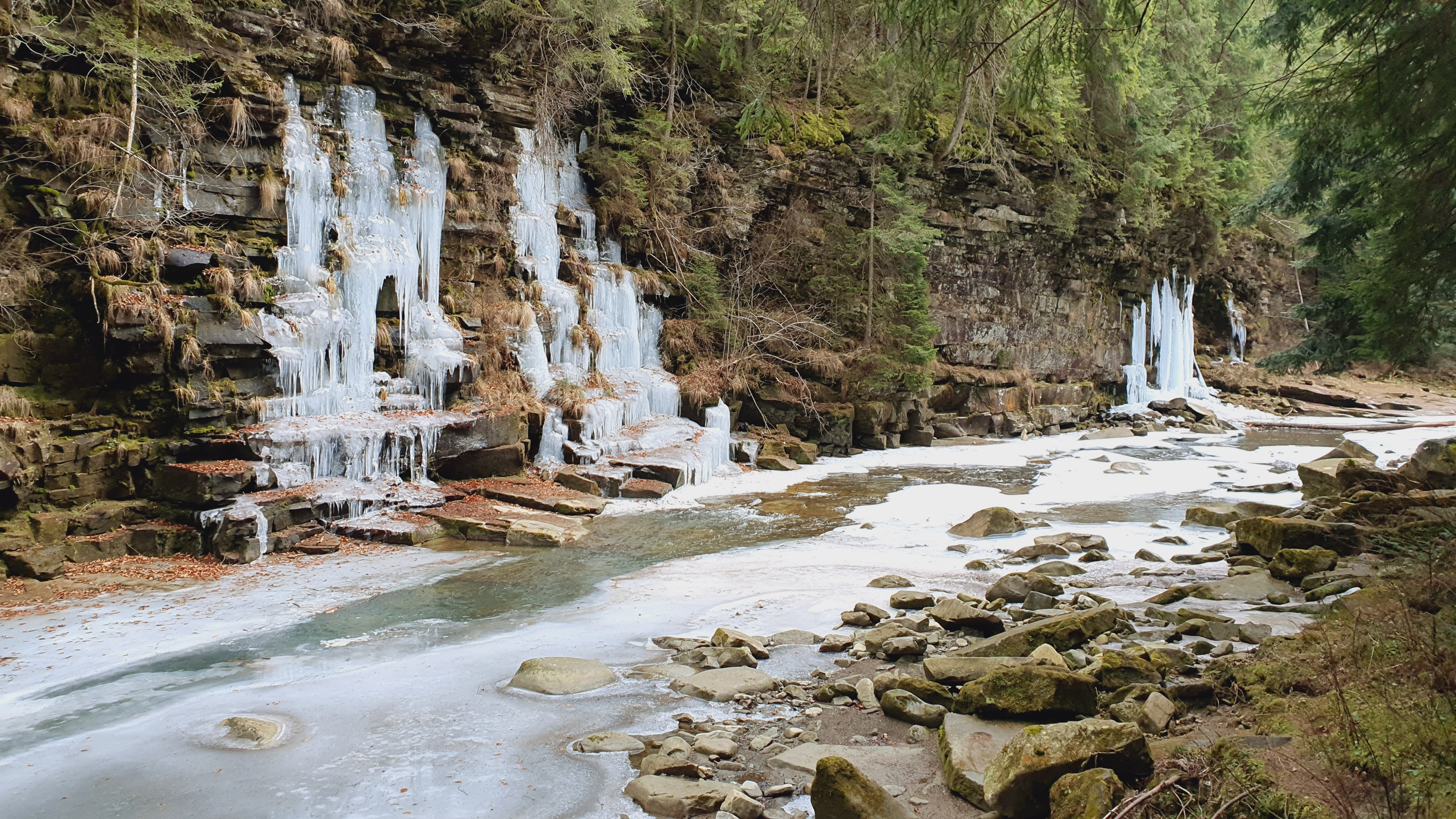
Каньйон річки Прутець Чемигівський взимку
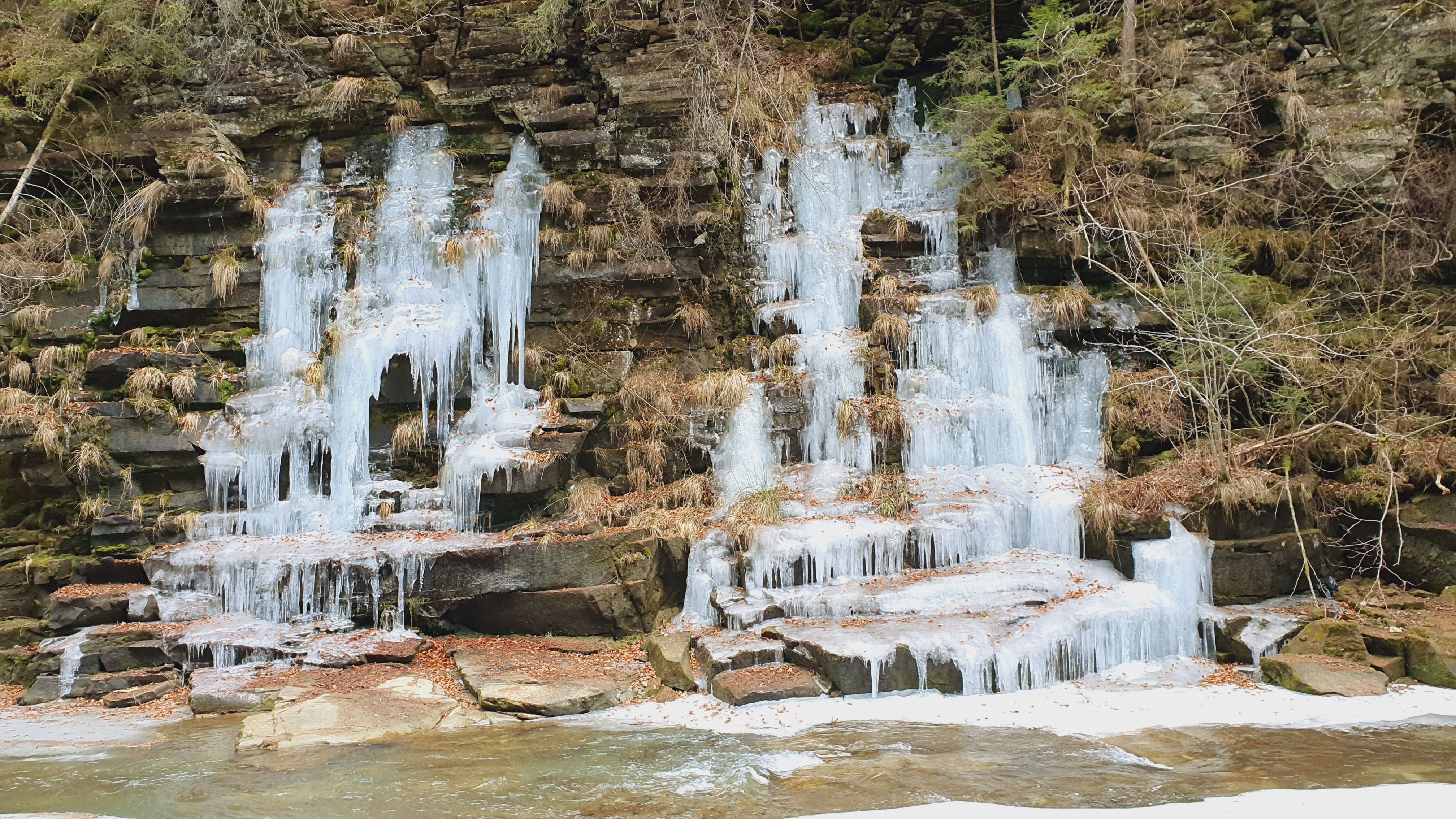
Бурульки в каньйоні р. Прутець Чемегівський